# Todd Brost
Todd Anthony Brost (* 23. September 1967 in Calgary, Alberta) ist ein ehemaliger kanadischer Eishockeyspieler und -trainer.

## Karriere
Todd Brost begann seine Karriere als Eishockeyspieler bei den Penticton Knights, für die er von 1983 bis 1985 in der kanadischen Juniorenliga British Columbia Hockey League aktiv war. Anschließend studierte er vier Jahre lang an der University of Michigan, für deren Eishockeymannschaft er parallel zu seinem Studium in der Central Collegiate Hockey Association spielte. Von 1989 bis 1992 nahm er mit dem Team Canada an dessen Olympiavorbereitung teil. Im Anschluss an die Winterspiele 1992 gab er für den EV Zug aus der Schweizer Nationalliga A gegen Ende der Saison 1991/92 sein Debüt im professionellen Eishockey, kam für die Mannschaft jedoch nur zu einem einzigen Einsatz. In der Saison 1992/93 trat der Center für die Salt Lake Golden Eagles in der International Hockey League auf, in der er in 82 Spielen insgesamt 22 Scorerpunkte, davon fünf Tore, erzielte. Während der Saison 1993/94 nahm er erneut mit dem Team Canada an dessen Olympiavorbereitung teil, erhielt jedoch keinen Platz für den endgültigen Olympiakader. Zuletzt spielte er in der Saison 1994/95 für Huntington Blizzard in der ECHL, ehe er seine Karriere bereits im Alter von 27 Jahren beendete. Neben seiner Eishockeylaufbahn lief er in der Saison 1994 für die Phoenix Cobras in der professionellen Inlinehockeyliga Roller Hockey International an. 
Von 1996 bis 2000 war Brost als Cheftrainer für die El Paso Buzzards aus der Western Professional Hockey League tätig. Mit der Mannschaft gewann er in den Spielzeiten 1996/97 und 1997/98 jeweils den President’s Cup, den Meistertitel der WPHL. In der Saison 1996/97 wurde er zudem zum Trainer des Jahres der WPHL ernannt. In den folgenden beiden Jahren schied er mit den Texanern jeweils in der ersten Playoff-Runde aus. Von 2000 bis 2005 betreute er ebenfalls als Cheftrainer die Elmira Jackals aus der United Hockey League. Gegen Ende der Saison 2004/05 wurde der Kanadier in Elmira durch seinen Landsmann Dave Schultz ersetzt. 

### International
Für Kanada nahm Brost an den Olympischen Winterspielen 1992 in Albertville teil, bei denen er mit seiner Mannschaft die Silbermedaille gewann.

## Erfolge und Auszeichnungen
- 1997 President’s-Cup-Gewinn mit den El Paso Buzzards
- 1997 WPHL Trainer des Jahres
- 1998 President’s-Cup-Gewinn mit den El Paso Buzzards

### International
- 1992 Silbermedaille bei den Olympischen Winterspielen